# Odonna
Odonna är ett släkte av fjärilar. Odonna ingår i familjen praktmalar, Oecophoridae.
Kladogram enligt Catalogue of Life:
| Odonna | \| \| Odonna passiflorae \| \| \| \| \| \| Odonna xenodora \| \| \| \| |
|        | \| \| Odonna passiflorae \| \| \| \| \| \| Odonna xenodora \| \| \| \| |
|        | Odonna passiflorae                                                     |
|        |                                                                        |
|        | Odonna xenodora                                                        |
|        |                                                                        |